# عیسی السفری
عیسی روفا السِّفْری (۱۸۹۴ – ۱۹ مارس ۱۹۴۹) روزنامه‌نگار و تاریخ‌نگار فلسطینی بود. او در رمله به دنیا آمد و تحصیلات خود را در شهر یافا گذراند. او از اوایل جوانی به روزنامه‌نگاری مشغول شد. در روزنامه‌نگاری، السفری به عنوان یک نویسنده و ادیب میهن‌دوست ظاهر شد که از فلسطین دفاع می‌کرد و با صهیونیسم و قیمومیت بریتانیا مخالف بود. در طول سال‌های فعالیتش به آموزگاری، روزنامه‌نگاری، فعالیت در عرصه‌های اجتماعی و فرهنگی و مبارزات ملی پرداخت. همچنین «کتابخانهٔ نوین فلسطین» را تأسیس کرد که به مجلس بحثی برای نویسندگان تبدیل شد. او اولین کسی بود که در اثری که به زبان عربی در دو کتاب منتشر شده بود، قیمومیت بریتانیا بر فلسطین را به سبک و روش علمی بیان کرد. کتاب اول تاریخ مسئلهٔ عربی فلسطینی را از اشغال فلسطین توسط بریتانیا در سال ۱۹۱۷ تا وقوع انقلاب آوریل در سال ۱۹۳۶ پوشش می‌دهد؛ کتاب دوم، تاریخ انقلاب، علل، تحولات و نتایج آن را تا زمان ورود کمیسیون سلطنتی تحقیق به ریاست لرد پیل در ۱۹۳۶ را روایت می‌کند. این اثر به عنوان گزارشی کلی از مسئلهٔ فلسطین در طی بیست سال، یکی از مهم‌ترین آثار عربی دربارهٔ موضوع خود شمرده می‌شود.

## زندگی و پیشه
او در سال ۱۸۹۴ در شهر رمله، سنجق غزه، متصرفیه قدس، امپراتوری عثمانی، از خانواده‌ای مسیحی ارتدوکس یونانی به دنیا آمد. پدرش روفا نام داشت. تحصیلات ابتدایی در آنجا و متوسطه را در شهر یافا گذراند. سپس به عنوان معلم در مدارس دولتی مشغول به کار شد. سالها در دبیرستان یافا تدریس می‌کرد. در سال ۱۹۲۹، او به همراه معلمان و دانش آموزان دبیرستان یافا از کاخ رغدان در شهر عمان بازدید کردند، جایی که شاهزاده عبدالله بن الحسین میزبان آنها بود.
او در اواسط دهه ۱۹۳۰ مقالاتی را در روزنامهٔ «الدفاع» و «الصراط» منتشر کرد. سپس به هیئت تحریریه روزنامهٔ «فلسطین» که توسط عیسی العیسی در شهر یافا در سال ۱۹۱۱ تأسیس شد، پیوست. در روزنامه‌نویسی به دفاع از عرب‌های فلسطین و مخالفت با صهیونیسم و قیمومیت بریتانیا پرداخت. او خواستار مبارزه با قیمومیت و صهیونیسم و «هوشیاری نسبت به نقشه‌های آنان» شد.
پس از ترک روزنامهٔ «فلسطین»، در سال ۱۹۳۵، کتابخانه‌ای به نام «کتابخانهٔ نوین فلسطین» (به عربی: مكتبة فلسطين الجديدة) در شهر یافا تأسیس کرد و سپس یک چاپخانه تجاری را به آن متصل کرد. این کتابخانه به مجلس بحثی برای نویسندگان شهر تبدیل شد که به آگاهی سیاسی در میان فلسطینیان کمک کرد. او همچنان به نوشتن در روزنامه‌ها ادامه داد. مقامات انگلیسی او را در سال ۱۹۳۷ به مدت سه ماه در زندان المزرعه در عکا بازداشت کردند. پس از آزادی، از آرای سیاسی بازنگشت و به مخالفت ادامه داد. به نوشتن در روزنامه‌ها و مجلات فلسطینی و عربی از جمله مجلهٔ «المنبر» که توسط اتحادیه باشگاه‌های ارتدوکس عرب منتشر می‌شد و مجلهٔ «الرسالة» قاهره ادامه داد.
پس از وقوع نکبت ۱۹۴۸، السفری یافا را به سوی اردن ترک کرد. او و خانواده‌اش در شهر السلط ساکن شدند و حدود یک سال در آنجا ماند و سپس به عمان رفت. در دوره‌ای که روزنامهٔ «فلسطین» در آنجا منتشر می‌شد، به سردبیری آن پرداخت.

## زندگی شخصی
همسرش ویکتوریا السفری بود و از او چهار فرزند داشت. دخترانش می، نهیٰ و دمیة و پسرش سِری نام داشتند.

## درگذشت
در شب ۱۹ مارس ۱۹۴۹، عیسی السفری در حالی که در محل کار خود در روزنامهٔ «فلسطین» در شهر عمان مشغول به کار بود، بعد از آنکه فهمید تا آخر عمر اجازهٔ بازگشت به فلسطین را نخواهد داشت، بر اثر سکتهٔ قلبی شدید جانش را از دست داد. او را در یکی از قبرستان‌های عمان به خاک سپردند. نام او به خیابانی در شهر رام‌الله داده شد.

## آثار
او کتاب‌های متعددی نوشت که از جمله عناوین عربی آنان:
- رسالتي: مجموعه مقالات ادبیات، هنر و جامعه‌شناسی، یافا، چاپخانهٔ فلسطین الجدیدة، ۱۹۳۷
- فلسطين العربية بين الانتداب والصهيونية: سجل عام لقضية فلسطين في عشرين سنة: دو کتاب در یک جلد، یافا، چاپخانهٔ فلسطین الجدیدة، ۱۹۳۷
- دماء ودموع: یافا، چاپخانهٔ فلسطین الجدیدة، ۱۹۳۷
- عجائب الأرقام: ۱۹۴۰
- العرب المنتصرة في الجاهلية والإسلام: ۱۹۴۳